# Nachtjagdgeschwader 3
3-тя ескадра нічних винищувачів (нім. Nachtjagdgeschwader 3 (NJG 3) — ескадра нічної винищувальної авіації Люфтваффе за часів Другої світової війни.

## Історія частини
I./NJG 3 була сформована 1 жовтня 1940 року у Фехті шляхом перейменування V.(Z)/LG 1 та розгортанням штабу авіагрупи й трьох ескадрилей. Вона підпорядковувалася 1-й дивізії нічних винищувачів і мала на озброєнні винищувачі Bf 110. Вона стала першим формуванням, що носив ім'я 3-ї ескадри нічних винищувачів, якої ще не існувало в природі.
II. група була сформована 1 вересня 1941 року в Шлезвігу з групи «Цершторер-Ерганцунгс» зі штабом групи і трьома ескадрильями. Вона підпорядковувалася 1-й дивізії нічних винищувачів і мала на озброєнні Bf 110. У вересні 4-та ескадрилья перебазувалася до Вестерланду.
III. група заснована 1 листопада 1941 року в Штаде шляхом перейменування II./ ZG 76 зі штабом групи і трьома ескадрильями. 7-ма ескадрилья дислокувалася в Люнебурзі. Група також увійшла в підпорядкування 1-ї дивізії нічних винищувачів і мала на озброєнні Bf 110.
IV. група була створена в листопаді 1942 року з частин III./NJG 2 з розгортанням штабу групи й трьох ескадрилей. Група підпорядковувалася 2-й винищувальній дивізії і мала на озброєнні Bf 110.
Останньою великою повітряною битвою за участю винищувачів NJG 3 була операція «Гізела». Екіпажі NJG 3 і NJG 2 були викликані на брифінг щодо деталей проведення операції «Гізела». Льотчикам повідомили, що всі наявні нічні винищувачі візьмуть участь у тотальній атаці проти бомбардувальників противника на їхні аеродроми в Англії. Замислом операції передбачалося, що дві хвилі нічних винищувачів перетнуть узбережжя в районі міста Кінгстон-апон-Галл. Щоб уникнути ворожих радарів, рейдерам наказали летіти на мінімальній висоті, а потім піднятися до 4500 метрів, коли вони досягнуть узбережжя, що, як правило, вважається середньою робочою висотою британських бомбардувальників. Служба аналізу розвідданих Люфтваффе на Західному фронті підготувала для екіпажів детальні матеріали для вивчення в контексті підготовки до масштабного рейду. Вона зібрала максимум інформації про розташування британських аеродромів і системи спостереження та прожекторного освітлення, таких як система Дрем, а також посадкові вогні і індикатори кута глісади. Екіпажі були попереджені про світлові коди Королівської авіації на диспетчерських вишках, які попереджали екіпажі своїх бомбардувальників про можливого порушника поблизу. В ніч з 3 на 4 березня 1945 року, в ході проведення операції «Гізела», льотчики NJG 3 заявили про знищення семи бомбардувальників п'ятьма пілотами ескадри. При цьому шість винищувачів було втрачено й два зазнали пошкоджень.

## Командування

### Командири NJG 3
- майор Йоганн Шальк (29 вересня 1941 — 1 серпня 1943)
- оберстлейтенант Гельмут Лент (1 серпня 1943 — 7 жовтня 1944)
- оберст Гюнтер Радуш (12 листопада 1944 — 8 травня 1945)

### Командири I./NJG 3
- гауптман Гюнтер Радуш (7 жовтня 1940 — 2 жовтня 1941)
- Гауптман Ганс-Дітріх Кнощ (Hans-Dietrich Knoetzsch) (3 жовтня 1941 — 30 вересня 1942)
- майор Егмонт цур Ліппе-Вайссенфельд (1 жовтня 1942 — 31 травня 1943)
- Гауптман Едгард Петерс (1 червня — 14 серпня 1943)
- Гауптман Вальтер Мюлїус (15 серпня — 13 грудня 1943)
- Гауптман Пауль Самейтат (14 грудня 1943 — 2 січня 1944)
- майор Вернер Гуземан (4 січня 1944 — 8 травня 1945)

### Командири II./NJG 3
- гауптман Гюнтер Радуш (3 жовтня 1941 — 1 серпня 1943)
- майор Генріх цу Зайн-Віттгенштайн (15 серпня — листопад 1943)
- Гауптман Пауль Самейтат (листопад  — 14 грудня 1943)
- майор Клаус Гавенштайн (15 грудня 1943 — вересень 1944)
- Гауптман Гюшенс (вересень 1944 — лютий 1945)

### Командири III./NJG 3
- оберстлейтенант Гайнц Наке (1 листопада 1941 — 21 квітня 1943)
- Гауптман Вальтер Мюлїус (22 квітня — 14 серпня 1943)
- Гауптман Рудольф Зігмунд (31 серпня — 3 жовтня 1943)
- майор Вальтер Барте (15 жовтня 1943 — 8 травня 1945)

### Командири IV./NJG 3
- майор Еріх Сімон (1 листопада 1942 — 7 жовтня 1943)
- Гауптман Альберт Шульц (8 жовтня 1943 — січень 1944)
- Гауптман Франц Бушманн (січень — липень 1944)
- Гауптман Гайнц Фергер ([липень — листопад 1944)
- майор Бертольд Ней ([листопад 1944 — 4 березня 1945)
- Гауптман Фрідріх Тобер (5 березня — 8 травня 1945)

## Основні райони базування 3-ї ескадри нічних винищувачів

### Основні райони базуванняштабу3-ї ескадри нічних винищувачів
| Час                            | Місто | Підпорядкування                         | Основний літак         |
| ------------------------------ | ----- | --------------------------------------- | ---------------------- |
| 29 вересня 1941 — травень 1945 | Штаде | 1-ша нічна винищувальна дивізія/2-га вд | Bf 110, Ju 88C, Ju 88G |

### Основні райони базування I./NJG 3
| Час                          | Місто   | Підпорядкування                         | Основний літак |
| ---------------------------- | ------- | --------------------------------------- | -------------- |
| 1 жовтня 1940 — серпень 1944 | Фехта   | 1-ша нічна винищувальна дивізія/2-га вд | Bf 110         |
| серпень — грудень 1944       | Шлезвіг | 2-га вд                                 | Ju 88G         |
| грудень 1944 — травень 1945  | Грофе   | 2-га вд                                 | Ju 88G         |

### Основні райони базування II./NJG 3
| Час                            | Місто             | Підпорядкування                         | Основний літак |
| ------------------------------ | ----------------- | --------------------------------------- | -------------- |
| 1 вересня 1941 — березень 1944 | Шлезвіг           | 1-ша нічна винищувальна дивізія/2-га вд | Bf 110         |
| березень — травень 1944        | Лангендібах/Фехта | 2-га вд                                 | Ju 88C         |
| травень — серпень 1944         | Плантлюнне        | 2-га вд                                 | Ju 88C         |
| серпень — 3 вересня 1944       | Гютерсло          | 2-га вд                                 | Ju 88G         |
| 3 вересня — листопад 1944      | Грофе/ Каруп      | 2-га вд                                 | Ju 88G         |
| листопад 1944 — лютий 1945     | Шлезвіг           | 2-га вд                                 | Ju 88G         |

### Основні райони базування III./NJG 3
| Час                             | Місто       | Підпорядкування                         | Основний літак |
| ------------------------------- | ----------- | --------------------------------------- | -------------- |
| 1 листопада 1941 — серпень 1944 | Штаде       | 1-ша нічна винищувальна дивізія/2-га вд | Bf 110         |
| серпень — вересень 1944         | Дюссельдорф | 2-га вд                                 | Bf 110         |
| вересень — грудень 1944         | Вестерланд  | 2-га вд                                 | Bf 110, Ju 88G |
| грудень 1944 — травень 1945     | Штаде       | 2-га вд                                 | Ju 88G         |

### Основні райони базування IV./NJG 3
| Час                          | Місто        | Підпорядкування | Основний літак |
| ---------------------------- | ------------ | --------------- | -------------- |
| листопад 1942 — 8 січня 1944 | Грофе/ Каруп | 2-га вд         | Bf 110         |
| 8 січня — листопад 1944      | Вестерланд   | 2-га вд         | Ju 88C, Ju 88G |
| листопад — грудень 1944      | Маркс/Фарель | 2-га вд         | Ju 88G         |
| грудень 1944 — березень 1945 | Єфер         | 2-га вд         | Ju 88G         |
| березень — квітень 1945      | Нордгольц    | 2-га вд         | Ju 88G         |
| квітень — травень 1945       | Скридструп   | 2-га вд         | Ju 88G         |

### Основні райони базування Ergänzungsstaffel./NJG 3(резервна ескадрилья)
| Час                    | Місто   | Основний літак |
| ---------------------- | ------- | -------------- |
| 1941 — травень 1942    | Фехта   | Bf 110         |
| травень — грудень 1942 | Шлезвіг | Bf 110         |

### Основні райони базування Schulstaffel./NJG 3(навчальна ескадрилья)
| Час                          | Місто | Основний літак |
| ---------------------------- | ----- | -------------- |
| червень 1944 — 1 травня 1945 | Грофе | Bf 110, Ju 88  |

## Список кавалерів Лицарського хреста Залізного хреста NJG 3
Позначення
| Ім'я                | Звання          | Підрозділ   | Лицарського хреста | Лицарського хреста з дубовим листям | Лицарського хреста з дубовим листям та мечами | Лицарського хреста з дубовим листям, мечами та діамантами |
| ------------------- | --------------- | ----------- | ------------------ | ----------------------------------- | --------------------------------------------- | --------------------------------------------------------- |
| Арнольд Дерінг      | лейтенант       | 10./NJG 3   | 17 квітня 1945     |                                     |                                               |                                                           |
| Вернер Гуземан      | майор           | I./NJG 3    | 30 вересня 1944    |                                     |                                               |                                                           |
| Вальтер Кубіщ       | оберфельдфебель | штаб./NJG 3 | 31 грудня 1943     |                                     |                                               |                                                           |
| Гюнтер Радуш        | майор           | II./NJG 3   | 29 серпня 1943     | 6 квітня 1944                       |                                               |                                                           |
| Пауль Самейтат      | гауптман        | I./NJG 3    | 6 квітня 1944      |                                     |                                               |                                                           |
| Рудольф Франк       | фельдфебель     | 2./NJG 3    | 6 квітня 1944      | 20 липня 1944                       |                                               |                                                           |
| Пауль Цорнер        | гауптман        | 8./NJG 3    | 9 червня 1944      | 17 вересня 1944                     |                                               |                                                           |
| Ганс-Георг Ширгольц | оберфельдфебель | I./NJG 3    | 29 жовтня 1944     |                                     |                                               |                                                           |